# آمین (مجموعه تلویزیونی)
آمین مجموعهٔ تلویزیونی پلیسی-جنایی ایرانی، فیلمی به سفارش مؤسسه ناجی هنر محصول سال ۱۳۹۴ است که اولین بار در هفته نیروی انتظامی از شبکه یک تلویزیون ایران پخش شد. این مجموعه به تهیه کنندگی جواد نوروزبیگی و نویسندگی زامیاد سعدوندیان ساخته شده است.
این مجموعه در دو فاز تولید شده است. فاز اول این مجموعه توسط منوچهر هادی کارگردانی شد و به دلایل مشکلات مالی پروژه متوقف شد. پس از وقفه ای سه‌ماهه و از آنجایی که منوچهر هادی مشغول ساخت فیلم سینمایی شده بود، با تغییر کارگردان و تصویربرداری فاز دوم به کارگردانی بهرنگ توفیقی، ساخت مجموعه به پایان رسید.
در عنوان بندی ابتدایی و پایانی، نام بهرنگ توفیقی به عنوان کارگردان این مجموعه ذکر شده است.

## خلاصه داستان
سرهنگ سلیم (داریوش فرهنگ)، فرمانده تیم ویژه آمین مسئول رسیدگی به پروژه مجرم و خلافکار فراری، همایون تمدن (کاظم بلوچی) که سال گذشته طی عملیات گروگان‌گیری برادر سرهنگ را کشته است. پلیس با کشف کانتینری حامل مواد مخدر به ردی از همایون می‌رسد. همزمان فرزند همایون، یاشا تمدن (شاهرخ استخری) برای مراسم سالگرد مرگ همسرش مریم نوین وارد ایران شده و مأمورین علاوه بر بررسی سر نخ کانتینر، وی را نیز جهت رسیدن به همایون تحت نظر می‌گیرند اما…

## بازیگران
- داریوش فرهنگ
- کاظم بلوچی
- امین حیایی
- هادی ساعی
- مجید واشقانی
- شاهرخ استخری
- سودابه بیضایی
- آشا محرابی
- بهناز جعفری